# Hillfarrance
Hillfarrance är en by i civil parish Oake, i enhetskommunen Somerset, i grevskapet Somerset, i England. Byn är belägen 6 km från Taunton. Hillfarrance var en civil parish fram till 1884 när blev den en del av Oake, Nynehead och Milverton. Civil parish hade 422 invånare år 1881. Byn nämndes i Domedagsboken (Domesday Book) år 1086, och kallades då Hilla/Hille/Billa.